# Нарапати II
Нарапати II (бирм. ရွှေနန်းကြော့ရှင် နရပတိ; 22 сентября 1476 — 14 марта 1527) — правитель государства Ава с 1501 по 1527 год. Известен также как Швенанчавшина (Властелин изысканного золотого дворца). Провёл бо́льшую часть своего правления, отражая атаки Шанских княжеств из северной части современной Мьянмы. Но его усилия в конечном итоге оказались безуспешными. Правитель погиб, защищая свою столицу от нападений Шанских княжеств, после чего государства Ава было захвачено врагами.

## Биография
Представитель династии Паган. Второй сын Минхаунга II и главной королевы Атулы Тири Дхаммы Деви. Родился в 1476 году, получив имя Мин Све. О его молодых годах мало сведений. В 1501 году после смерти отца и его соправителя Тхихатхуры II унаследовал власть, приняв имя Нарапати II. 
В ноябре того же года восстал племянник Норахта, наместник Яметхина, который послал убийцу, чтобы убить Нарапати II. Мятеж был подавлен, а Норахта схвачен и утоплен в реке Иравади. В результате в государстве была укреплена власть.
Вскоре столкнулся с союзом северных Шанских княжеств, который всё больше представлял угрозу для Авы, постоянно совершавших нападения. В то же время началось наступление царства Пьи , войска которого захватили территорию Авы на юге. 
В начале XVI века усилились шанские набеги с севера, начинающиеся обычно с окончанием муссонов. Особенно активизировавшееся княжество Мохньин в 1524 году захватило северо-восточную часть Авского государства с городом Банмо, а затем его войска дошли до Таемьо и Пьи. В 1527 году шаны захватили, разгромили и сожгли город Ава. Последний правитель Авы Нарапати II, принимавший участие в битве, был убит на своём боевом слоне выстрелом из мушкета (считается, что это — первое упоминание об использовании огнестрельного оружия в Мьянме). Само же государство просуществовало до 1555 года, когда было захвачено Байиннауном из династии Таунгу и включено им в состав нового бирманского королевства.